# Glacier des Gabiétous
Le glacier des Gabiétous est un glacier de cirque, dans les Pyrénées. Il est situé dans le massif du Mont-Perdu à l'ouest du cirque de Gavarnie, sur le versant nord de la frontière franco-espagnole, dans le département français des Hautes-Pyrénées en Occitanie.

## Géographie
Le glacier se niche dans un amphithéâtre encadré par le pic du Taillon et les pics des Gabiétous et surplombé par le col des Gabiétous. C'est un glacier de cirque. Au débouché de la cuvette qu'il occupe, les parois du cirque se resserrent et contraignaient par le passé le glacier à vêler des séracs au-dessus d'un seuil rocheux.
Ses eaux de fonte alimentent le gave des Tourettes, qui se jette dans le gave de Gavarnie.

## Histoire
De par la morphologie du terrain, le glacier était limité en longueur du fait d'un seuil rocheux au nord. Il a donc surtout évolué en épaisseur. À la fin du petit âge glaciaire vers 1850, le glacier montait jusqu'au col des Gabiétous et exposait une impressionnante barre de séracs : les « aiguilles de glace des Gabiétous ». Les ascensionnistes de l'époque décrivent des séracs de 60 mètres de hauteur, qui s'effondraient sur le sentier de la brèche de Roland. Le glacier mesure alors 0,12 km2. Mais le retrait est depuis inexorable : en 1885, Joseph Vallot décrit des séracs ne faisant plus que 10 mètres de hauteur. La barre de séracs se réduit peu à peu, et disparaît dans les années 1940.
Cependant, tout comme le glacier d'Ossoue et le glacier des Oulettes de Gaube, le glacier des Gabiétous est sensible à la période favorable des années 1970-1980 et entre en crue. Une petite barrière de séracs se reforme alors.
Mais ce répit est de courte durée : le recul reprend à partir de 1985. Les dernières crevasses transversales disparaissent en 2014 et, au début des années 2020, seule la rimaye et quelques cassures dans la partie haute attestent d'une faible dynamique d'épanchement. Le glacier a abandonné le secteur du col des Gabiétous, et s'étend sur 0,08 km2.